# GT World Challenge Europe Endurance Cup 2023
Navigation
Édition précédente Édition suivante
La saison 2023 du GT World Challenge Europe Endurance Cup est la treizième saison de ce championnat et se déroule du 23 avril 2023 au 1er octobre 2023 sur un total de cinq manches.

## Calendrier de la saison 2023
| Manche | Course                  | Circuit                                               | Date                     |
| ------ | ----------------------- | ----------------------------------------------------- | ------------------------ |
| 1      | 3 Heures d'Imola        | Autodromo Enzo e Dino Ferrari, Imola, Italie          | 22-23 avril              |
| 2      | 1000 km du Paul Ricard  | Circuit Paul Ricard, Le Castellet, France             | 3-4 juin                 |
| 3      | 24 Heures de Spa        | Circuit de Spa-Francorchamps, Francorchamps, Belgique | 29 Juin –2 Juillet       |
| 4      | 3 Heures du Nürburgring | Nürburgring, Nürburg, Allemagne                       | 29 – 30 Juillet          |
| 5      | 3 Heures de Barcelone   | Circuit de Barcelona-Catalunya, Montmeló, Espagne     | 30 septembre - 1 octobre |